# Берковский, Виктор Семёнович
Ви́ктор Семёнович Берко́вский (13 июля 1932, Запорожье — 22 июля 2005, Москва) — советский и российский бард, композитор, работник образования, кандидат технических наук, профессор.

## Биография
Родился 13 июля 1932 года в городе Запорожье. Отец — Самуил Михайлович Берковский (1906—1981), уроженец Екатеринослава, — работал на металлургическом заводе «Днепроспецсталь». С началом Великой Отечественной войны ушёл на фронт. В 1942 году после тяжёлого ранения обеих рук был демобилизован. Мать, Этель Викторовна (Хаим-Вигдоровна) Герц (1901—1988), уроженка Одессы, работала на заводе врачом. Детство Берковского прошло в родном городе. Во время Великой Отечественной войны жил сначала с матерью, а после возвращения отца с фронта — со всей семьёй в эвакуации, в Сталинске, где мать, врач-кардиолог, заведовала терапевтическим отделением в госпитале для тяжелораненых.

### Берковский-учёный
В 1950 году Берковский окончил среднюю школу № 50 Ленинского района г. Запорожье. В Москве поступил сначала в Московский автомобильно-дорожный институт, но после первого курса перевёлся в Московский институт стали, который окончил в 1955 году по специальности «Обработка металлов давлением». Вернулся в Запорожье, работал на заводе «Днепроспецсталь» — сначала на должности вальцовщика прокатного стана, затем последовательно проходя все ступени профессии металлурга-прокатчика вплоть до заместителя начальника технического отдела завода.
В 1962 году Берковский вернулся в Москву. Поступил в аспирантуру МИСиСа, в 1967 году защитил кандидатскую диссертацию на тему «Исследование пластического формоизменения при прокатке в калибрах», после чего остался работать и преподавать в этом институте. Два года (1970—1972) провёл в командировке в Индии, где преподавал на металлургическом факультете Индийского технологического института в городе Харагпур, куда был направлен в составе небольшой группы профессоров.
Главные направления научной работы Берковского — разработка теоретических основ и программного обеспечения компьютерных систем для расчёта технологических параметров процесса сортовой прокатки и создание автоматизированных систем для управления режимом прокатки прокатных станов. Под его руководством защищено 14 кандидатских диссертаций. Им опубликовано более 120 научных трудов, множество учебных пособий и статей в научных журналах, в том числе:
- учебник «Теория пластической деформации и обработка металлов давлением» (в соавторстве с В. А. Мастеровым), выдержавший три издания (1969, 1976, 1989);
- книга «Калибровки сортовых станов заводов Главспецстали» в 3 томах (1972, в соавторстве).

За заслуги в области образования он удостоен звания «Почётный работник высшего профессионального образования Российской Федерации».

Могила Берковского на Николо-Архангельском кладбище Москвы.

### Берковский-композитор
Практически всю жизнь, наряду с преподавательской и научной работой, Виктор Берковский сочинял музыку, являясь одним из видных представителей жанра авторской песни. Автор музыки более 200 песен; среди которых наиболее известны:
- «Гренада» (стихи М. Светлова),
- «Ну что с того, что я там был» (стихи Ю. Левитанского),
- «Альма-матер» (стихи Д. Сухарева),
- «На далёкой Амазонке» (музыка совместно с М. Синельниковым, стихи Р. Киплинга в переводе С. Маршака),
- «Под музыку Вивальди» (музыка совместно с С. Никитиным, стихи А. Величанского),
- «Песня шагом, шагом» (стихи Н. Матвеевой),
- «Сороковые роковые»,
- «Выезд» (стихи Д. Самойлова),
- «Лошади в океане» (стихи Б. Слуцкого),
- «Песенка про собачку Тябу» (стихи Д. Сухарева),
- «Две женщины» (стихи Д. Сухарева),
- «Контрабандисты» (стихи Э. Багрицкого),
- «Черешневый кларнет» (стихи Б. Окуджавы),
- «Спляшем, Пэгги, спляшем!» (народные шотландские стихи в переводе И. Токмаковой),
- «Снегопад» (стихи Ю. Мориц),
- «Ночная дорога» (совместно с С. Никитиным, стихи Ю. Визбора).

После кончины композитора большой успех выпал песне «Колечко» («Пролитую слезу из будущего привезу») на стихи Иосифа Бродского, прозвучавшую в исполнении Полины Агуреевой в остросюжетном триллере С. Урсуляка «Исаев» (2009).
В соавторстве с Сергеем Никитиным Берковский писал музыку к театральным спектаклям, кинофильмам и радиоспектаклям, в том числе:
- «Мэри Поппинс» (Театр имени Ермоловой, 1975);
- «Коньки» (Центральный детский театр, 1975);
- «Морские ворота» (песни на стихи Ю. Визбора; Рижская киностудия, (1974);
- «Большая докторская сказка» (радиоспектакль по сказке К. Чапека, 1977);
- «Али-Баба и 40 песен персидского базара» (музыкальный спектакль по сценарию В. Смехова, 1979, поставлен во многих театрах России, Украины и Казахстана);
- песни к детским радиопередачам «Будильник» (на стихи В. Левина и Д. Хармса, 1978).

Исполнял песни совместно с Г. Бочкиной и Д. Дихтером, затем много лет с Д. Богдановым, а последние годы с Д. Земским.
Был одним из руководителей проекта «Песни нашего века» (1998).

Мемориальная доска в Москве

Мемориальная доска в Запорожье

Берковский скончался после тяжёлой продолжительной болезни 22 июля 2005 года, на 74-м году жизни, в Москве. Похоронен на Николо-Архангельском кладбище.
В Запорожье на доме, где с 1946 по 1961 год жил композитор, установлена мемориальная доска.